# Dowerin Shire
Dowerin Shire är en kommun i Australien. Den ligger i delstaten Western Australia, omkring 150 kilometer nordost om delstatshuvudstaden Perth. Antalet invånare var 690 vid folkräkningen 2016.
Utöver huvudorten Dowerin ingår även samhällena Manmanning och Minnivale i Dowering Shire.